# تجمع اللبيب (رماة)
'

تعديل مصدري - تعديل

تجمع اللبيب هي إحدى قرى عزلة رماة بمديرية رماة التابعة لمحافظة حضرموت، بلغ تعداد سكانها 29 نسمة حسب تعداد اليمن لعام 2004.